# 1162 (szám)
Az 1162 (római számmal: MCLXII) az 1161 és 1163 között található természetes szám.

## A szám a matematikában
A tízes számrendszerbeli 1162-es a kettes számrendszerben 10010001010, a nyolcas számrendszerben 2212, a tizenhatos számrendszerben 48A alakban írható fel.
Az 1162 páros szám, összetett szám, szfenikus szám. Kanonikus alakja 21 · 71 · 831, normálalakban az 1,162 · 103 szorzattal írható fel. Nyolc osztója van a természetes számok halmazán, ezek növekvő sorrendben: 1, 2, 7, 14, 83, 166, 581 és 1162.
Ötszögszám.
Az 1162 érinthetetlen szám: nem áll elő pozitív egész számok valódiosztóösszeg-függvényeként..

## Csillagászat
- 1162 Larissa kisbolygó